# (280) Philia
(280) Philia – planetoida z pasa głównego asteroid okrążająca Słońce w ciągu 5 lat i 20 dni w średniej odległości 2,94 j.a. Została odkryta 29 października 1888 r. w Obserwatorium Uniwersyteckim w Wiedniu przez Johanna Palisę. Nazwa planetoidy pochodzi od Philii, nimfy w mitologii greckiej.